# Dzong de Shigatse
El dzong de Shigatse, también conocido como dzong Samdruptse, se encuentra en Shigatse, Tíbet (China). Se deletrea Rikaze Dzong (ortografía oficial: Xigazê Dzong; otras ortografías: Shigatse Dzong, Shikatse Dzong, Zhigatsey Dzong, chino simplificado: 日喀则宗; chino tradicional: 日喀則宗; pinyin: Rìkāzé Zōng, tibetano: གཞིས་ཀ་རྩེ་རྫོང་).
El castillo-monasterio fue construido originalmente por Karma Phuntsok Namgyal (1611-1621), el segundo en la línea de la familia Nyak que gobernó el Tíbet de 1565-1642, después de lo cual la capital fue trasladada a Lhasa.
La importancia histórica del dzong se acentuó por el hecho de que el gobernante mongol Gushi Khan instaló al quinto dalái lama Ngawang Lobsang Gyatso como gobernante supremo del Tíbet, que entonces cubría el territorio desde Kangding en el este hasta la frontera de Ladakh en el oeste en el siglo XVII. En años posteriores, el fuerte se convirtió en la residencia del gobernador de Ü-Tsang. La moderna ciudad de Shigatse se ha desarrollado alrededor de la base del dzong.
El edificio fue destruido en 1961, después del levantamiento tibetano de 1959, pero fue reconstruido en 2007 en el mismo lugar, aunque a menor escala.
El gran monasterio de Tashilhunpo, fundado en 1447 por Gendun Drup, el primer dalái lama, —discípulo del filósofo budista Je Tsongkhapa— está cerca de la base del fuerte en Shigatse.

## Geografía
El Shigatse Dzong y la ciudad llamada Shigatse están situados a una altitud de unos 3.860 metros, ligeramente más alta que Lhasa. El contenido de oxígeno del aire es solamente el 67% del que hay al nivel del mar, mientras que las temperaturas medias anuales son de 16 °C (61 °F) a mediados del verano y de -5 °C (23 °F) a mediados del invierno. El Shigatse Dzong está situado en la confluencia de los ríos Yarlung Tsangpo —también conocido como río Brahmaputra y Niang chu (Nyang Chu— en el Tíbet occidental. Shigatse fue la antigua capital de la provincia de Ü-Tsang. La ubicación del Dzong en la cima de la colina domina las vistas escénicas de la ciudad y del monasterio de Tashilhunpo. Shigatse es también el nombre del condado circundante, cuya población es de aproximadamente 94.000 habitantes.
La ciudad de Shigatse es la segunda ciudad más grande del Tíbet, con una población de unos 12.000 habitantes. Es el centro de la red de carreteras entre Lhasa, Nepal y el oeste del Tíbet. La carretera sigue tanto la orilla norte como la sur del Brahmaputra a través de la ruta norte de Yangpachen. Se prevé que el Ferrocarril Qinghai–Tíbet se extienda hasta Shigatse en 2010.

## Historia
El imponente Shigatse Dzong fue construido en el siglo XVII como un prototipo más pequeño del Potala de Lhasa, y tenía fortificaciones en forma de torre en los extremos y un Palacio Rojo central. En el siglo XVII, los mongoles (por Gushi Khan en 1642) apoyaron al quinto dalai lama y derrotaron al príncipe Tsang en Shigatse. Después de este evento, el monasterio de Tashilhunpo quedó bajo el control de la secta de los «Sombreros Amarillos». La rivalidad entre las órdenes sakya y gelukpa se remonta a este evento; la secta gelug del Dalái lama controlaba desde el Tíbet Central y el Panchen lama controlaba desde Shigatse.
Shigatse fue anteriormente la sede de los reyes de Ü-Tsang y la capital de la provincia de Ü-Tsang o Tsang. Fue saqueada cuando los gurkhas invadieron el Tíbet y capturaron Shigatse en 1791 antes de que un ejército combinado de tibetanos y chinos expulsara a los gurkhas hasta las afueras de Katmandú. Los gurkhas fueron forzados a acordar mantener la paz en el futuro, pagar tributo cada cinco años, y devolver lo que habían saqueado de Tashilhunpo.
Shigatse era también la sede tradicional de los Panchen lamas. Hasta la llegada de los chinos en los años 50, el "Tashi" o Panchen Lama ejercía el poder temporal sobre tres pequeños distritos, aunque no sobre la ciudad de Shigatse propiamente dicha, que era administrada por un dzongpön (general) nombrado desde Lhasa.

## Destrucción y reconstrucción del Dzong
Durante la Revolución Cultural China en el Tíbet en 1961, el Dzong fue demolido «piedra por piedra». Esta destrucción fue instigada por los chinos y resultó en la completa destrucción del Dzong, que tenía una vista imponente sobre la ciudad de Shigatse; únicamente quedaron algunas murallas. 
Entre 2005 y 2007 se reconstruyó el edificio, financiado por donaciones de Shanghái. La base de la reconstrucción fueron viejas fotos, pero la reconstrucción se realizó en cemento/hormigón. Desde entonces, el exterior ha sido panelada con piedras naturales. El Dzong se ha convertido en un museo de la cultura tibetana.

## Atracciones cercanas
Dentro de los recintos del Dzong y la ciudad de Shigatse hay muchos monumentos de importancia religiosa, como el monasterio de Tashilhunpo y el monasterio de Shalu. Otra estructura importante es el Monasterio de Narthang, un monasterio del siglo XII de la Tradición Kadampa que albergó el primer establecimiento de imprenta en el Tíbet Central.

### Monasterio de Tashilhunpo

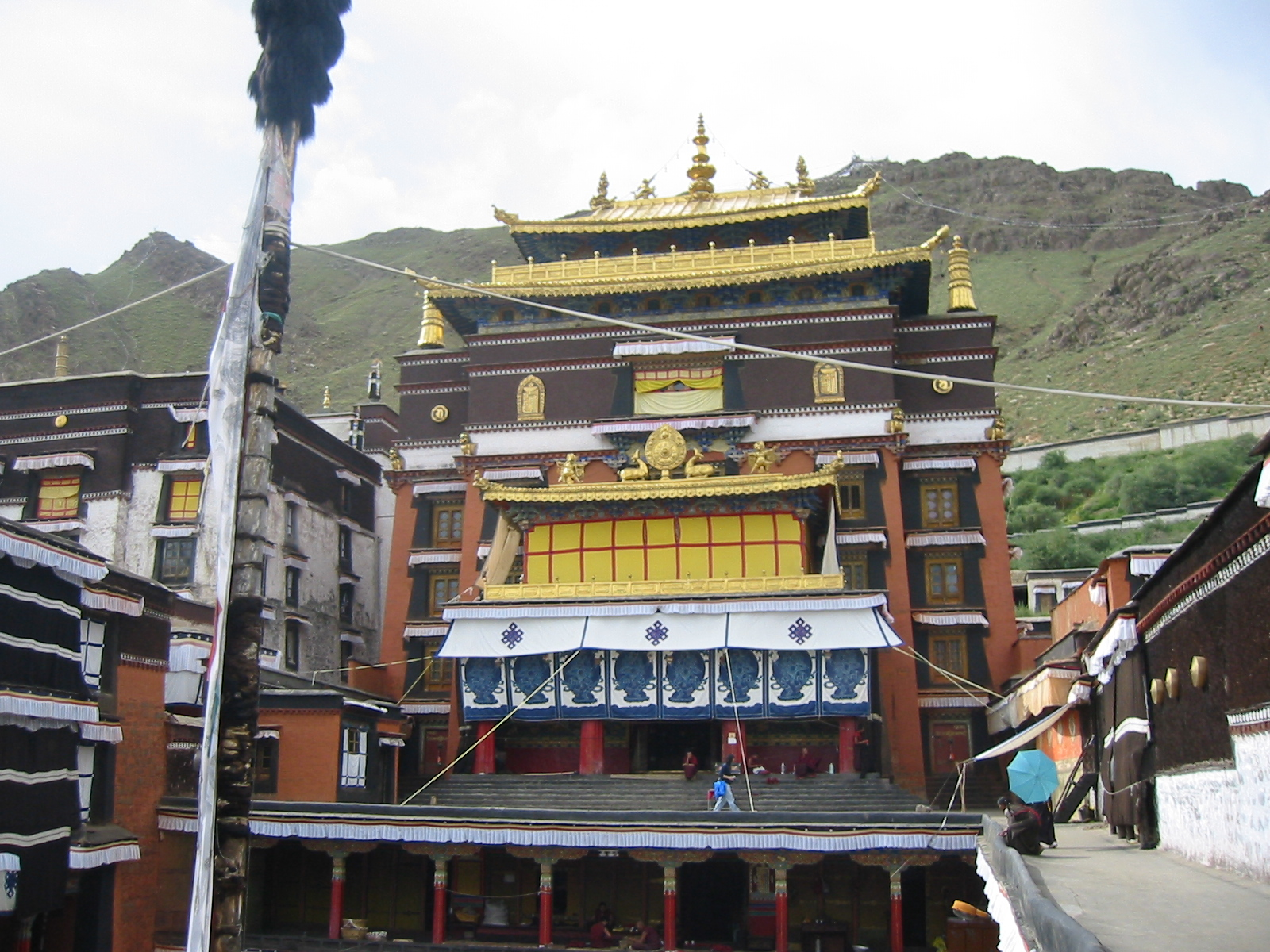
Monasterio de Tashilhunpo.

El monasterio de Tashilhunpo (en tibetano: བཀྲ་ཤིས་ལྷུན་པོ་), fundado en 1447 por Gendun Drup, el Primer Dalai lama, es un histórico y culturalmente importante monasterio junto a Shigatse, la segunda ciudad más grande del Tíbet.
El monasterio es la sede tradicional de los sucesivos Panchen Lama, el segundo linaje tulku de mayor rango en la tradición Gelug. El monasterio es uno de los seis grandes monasterios de la Orden de Gelug fundados en 1447 por Gendup Drup. En el lado este del monasterio se encuentra la antigua residencia del Panchen Lama — el Palacio del Panchen Lama, conocido como Gudong. Dentro, un estrecho patio da acceso al templo que contiene la tumba del cuarto Panchen Lama.
En el decenio de 1960, muchos lamas y monjes mayores abandonaron el Tíbet y establecieron nuevos monasterios en la India, Nepal y Bután. Sin embargo, el Panchen Lama se quedó en el Tíbet, y muchos de los lamas mayores del monasterio de Tashilhunpo también se quedaron. En 1972, exiliados tibetanos construyeron un nuevo campus del monasterio de Tashilhunpo en un asentamiento de Bylakuppe, Karnataka, en la India del Sur. Desde principios del decenio de 1980, algunas partes del monasterio de Tashilhunpo han estado abiertas al público y es una importante atracción turística del Tíbet.

### Monasterio de Shalu

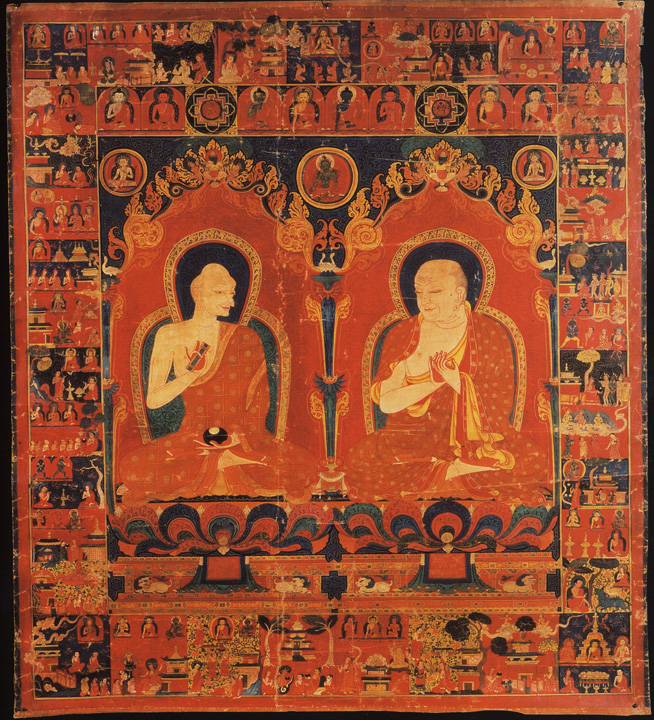
Una representación del siglo XIV del onceno abad de Shalu, Buton Rinchen Drub (izquierda), y su sucesor (derecha), en una pintura mural dentro del monasterio de Shalu.

El monasterio de Shalu, establecido en el siglo XI, se hizo famoso en el siglo XIV como centro de aprendizaje bajo Buton Rinchen, su abad. Fue un traductor autorizado de su época en el Tíbet e intérprete de textos budistas en sánscrito. El título de 'Butön' iba precedido de su nombre, Rinchen Drup. El monasterio era famoso por el aprendizaje psíquico de trans-caminar y tumo —generar calor interno para sobrevivir en climas fríos—. Ubicado a 40 km al sur de Shigatse, también era famoso por las pinturas de arte Pala de la escuela Newari -Tibetano-Mongol. Este arte, que se desarrolló en el siglo XIII, se remonta a Araniko de la corte de Kublai Kan en Pekín. Este estilo influyó en el arte en el norte y este de Asia durante varios siglos. Algunas de las pinturas todavía están bien conservadas. La reparación y reconstrucción del monasterio comenzó en mayo de 2009 para preservar el monumento patrimonial y sus famosas pinturas.

### Kora

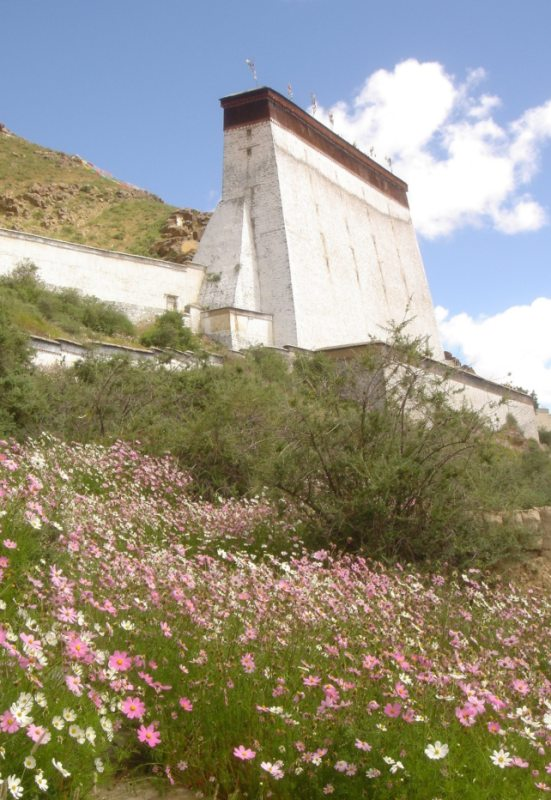
El muro de Thangka a lo largo de la ruta de Kora donde se muestra Koku.

Kora, un peregrinaje y un tipo de meditación en la tradición budista tibetana, se realiza en Shigatse a lo largo de una ruta establecida que cubre el monasterio de Tashilhunpo, las piedras Mani, las rocas sagradas, un pequeño templo, el Dzong de Shigatse, y de vuelta al monasterio a través de la ciudad. Es una circunvalación a pie que comienza con la entrada de Tashilhunpo y se mueve a lo largo de una ruta establecida en el sentido de las agujas del reloj. La Kora cubre primero el muro límite del monasterio de Tashilhunpo (90 m), luego procede hacia el norte hasta las ruedas de oración, sube las colinas hasta otra fila de ruedas de oración, pasa una gran estupa, visita el pequeño templo Gyelwa Jampa (de color granate) a la derecha, pasa por una serie de rocas que son adoradas por los peregrinos frotándose contra las rocas y ofreciendo incienso y tsampa a una chimenea sagrada, y luego sube y pasa por un edificio de piedra en forma de pantalla de cine donde se exhibe un gran Koku (pintura religiosa Thangka) en ocasiones particulares —a finales de julio correspondiente al quinto mes tibetano durante un festival anual que se celebra en el monasterio de Tashilhunpho—. Más arriba, la ruta se bifurca hacia el Dzong para continuar la Kora y se completa pasando por un templo Mani, volviendo a la entrada del Monasterio de Tashilhunpho después de pasar por la ciudad.